# Geovani
Pour l’article ayant un titre homophone, voir Geovanni.
Geovani Faria da Silva, plus communément appelé Geovani, né le 6 avril 1964 à Vitoria , est un joueur de football brésilien, qui évoluait au poste de milieu de terrain.

## Carrière
À Vasco de Gama, il joue aux côtés de Romário et Roberto Dinamite. En 1983, il remporte le Championnat du monde des -20 ans, il est le meilleur buteur de la compétition et après avoir marqué le seul but de la finale, il est nommé meilleur joueur du tournoi. C'est donc sous le maillot auriverde qu'il remporte ses plus beaux titres. 
En 1988, il est vice-champion olympique aux côtés de Romário, Taffarel et Bebeto. Mais contrairement à eux, il ne sera jamais sélectionné pour une coupe du monde. Il se console en remportant la Copa América avec Dunga, un autre futur champion du monde.
Il tente sa chance en Europe, mais sans y parvenir, dans les clubs de Bologne et de Karlsruhe.

## Palmarès
- Vainqueur de la Copa América 1989 avec l'équipe du Brésil
- Vainqueur de la Coupe du monde -20 ans 1983 avec l'équipe du Brésil
- Médaille d'argent aux Jeux olympiques d'été de 1988 avec l'équipe du Brésil
- Champion de Rio en 1982, 1987, 1988, 1992 et 1993
- Champion de l'Espírito Santo en 1981, 1998, 1999 et 2000